# Reisekönigtum

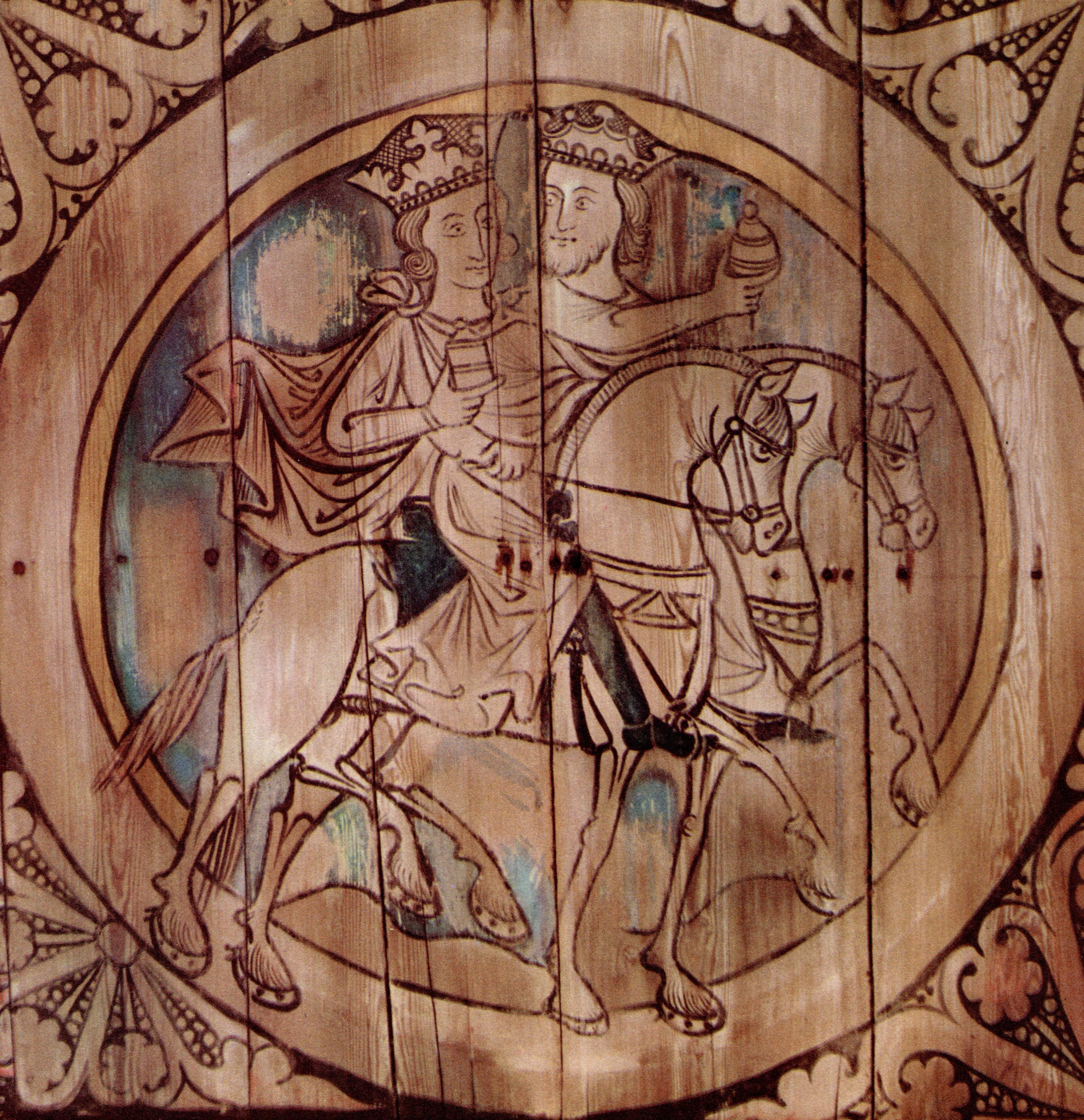
Reisende Könige, mittelalterliche Malerei, Dädesjö-Kirche, Schweden

Das Reisekönigtum war von der fränkischen Zeit bis in das Spätmittelalter hinein die übliche Form der Herrschaftsausübung durch König oder Kaiser. Die deutschen Könige des Mittelalters regierten nicht von einer Hauptstadt aus. Sie reisten mit ihrem Gefolge durch das Reich, wobei sie sich in karolingischer Zeit vor allem in  Pfalzen aufhielten, während im 10. Jahrhundert vermehrt Reichsabteien und im 11. Jahrhundert Bischofsresidenzen hinzukamen. Auch in anderen europäischen Ländern war dies im Fall einer fehlenden zentralisierten Herrschaftsgewalt über längere Zeiträume üblich und wird dort zum Beispiel auf Englisch als itinerant kingship, travelling kingdom oder auf Italienisch als corte itinerante bezeichnet.
Das Heilige Römische Reich besaß keine Hauptstadt im heutigen Sinne, sondern wurde von wechselnden Orten aus regiert. Diese Orte waren meist auf Krongut errichtete Pfalzen sowie Klöster und Bischofsstädte. Die Wege, die der Königshof auf diesen Reisen zurücklegte, lassen sich oft nur unzureichend aus Ortsangaben in Urkunden und erzählenden Quellen rekonstruieren; diese lückenhaft überlieferten Reiserouten werden Itinerare genannt. Dabei ist zu berücksichtigen, dass die Pfalzen oft in verkehrsgünstigen und auch fruchtbaren Gebieten angelegt wurden, die zur Versorgung von Königshöfen als Mittelpunkt königlicher Grundherrschaften umgeben waren. Die Königshöfe lagen dabei verstreut über das gesamte Reich. Die Zusammensetzung des Hofstaats änderte sich dabei, je nachdem, durch welches Gebiet man zog und welche Adligen sich dem Hof mit ihrem Gefolge auf dieser Reise anschlossen oder sich auch wieder von ihm entfernten.
Die Reisegeschwindigkeiten des Königshofes lagen gewöhnlich bei 20 bis 30 Kilometer am Tag. Bei König Konrad III. konnte im Jahr 1146 bei seiner Reise von Frankfurt nach Weinheim ein Spitzenwert von bis zu 66 Kilometer ermittelt werden.
Das Reisekönigtum diente einerseits dem besseren Überblick über das Reich, gleichzeitig ermöglichte es aber auch die Kontrolle über lokale Fürsten und diente somit dem Zusammenhalt des Reiches. Damals wurde Herrschaft über persönliche Beziehungen ausgeübt (Personenverbandsstaat), wozu es auch erforderlich war, persönlich den Kontakt mit den Beherrschten zu suchen. Andererseits war es auch nur durch die Reisetätigkeit möglich, die wirtschaftlichen Bedürfnisse des Hofes zu stillen, da es damals aufgrund der unzureichenden Verkehrswege noch nicht möglich war, eine größere Gruppe von angereisten Menschen dauerhaft am selben Ort zu versorgen. Anstatt die Lebensmittel zum Hof zu schicken, wanderte der Hof folglich zu den Lebensmitteln.
Ein besonderes Reiseziel war regelmäßig die Krönung der römisch-deutschen Könige und Kaiser, wobei die Königskrönungen im Mittelalter meist im Aachener Dom stattfanden, die Kaiserkrönungen durch die Päpste hingegen lange Zeit im Alten Petersdom in Rom, wohin die Italienzüge führten, bis die Päpste gegen Ende der Stauferzeit nach Avignon umzogen und damit in den Machtbereich der französischen Könige gerieten. In der Neuzeit fanden die Krönungen dann meist im Frankfurter Dom statt.
Auch die Stammesherzöge und späteren Herzöge des Reiches regierten große Territorien, welche sie nur mittels einer Reiseherrschaft zu kontrollieren vermochten. Dazu verfügten sie über einige Hauptresidenzen, zwischen denen sie mit ihrem Hofstaat hin- und herreisten, wobei sie unterwegs auf Eigengütern, in Klöstern oder auf Adelsburgen logierten. Die Herzöge von Bayern etwa hielten sich – bevor sie ihr Land in Erbteilungen aufteilten – abwechselnd meist im Herzogshof in Regensburg, auf der Burg Kelheim, der Burg Trausnitz in Landshut, dem Alten Hof in München und ab 1214 dem Heidelberger Schloss auf, das ihnen als Pfalzgrafen bei Rhein zugefallen war.
In Frankreich und England begannen ab dem 13. Jahrhundert stationäre königliche Residenzen sich zu Hauptstädten zu entwickeln, die rasch wuchsen und entsprechende Infrastruktur entwickelten: das Palais de la Cité und der Palace of Westminster wurden zur jeweiligen Hauptresidenz. Im Heiligen Römischen Reich war dies nicht möglich, weil keine echte Erbmonarchie entstand, sondern die Tradition der Wahlmonarchie sich durchsetzte (siehe: Wahlen der römisch-deutschen Könige und Kaiser). Folglich reisten die Könige und Kaiser noch bis weit in die Neuzeit im Reich umher. Anstelle der Pfalzen entstanden die stark befestigten Reichsburgen, die – anders als die meist in Ortschaften, Niederungen, Tälern oder an Flussufern gelegenen Pfalzen – oft Höhenburgen waren und mehr Sicherheit boten.
Ab 1273 wurden mehrmals und ab 1438 in fast durchgehender Folge Habsburger zu deutschen Königen und Kaisern gewählt. Neben den eigenen Residenzen in ihren Erblanden hielten sie sich an verschiedenen Orten im Reich auf, besuchten Reichsburgen wie die Nürnberger Burg und hielten sich gern in königstreuen freien Reichsstädten auf, welche die alten Reichsabteien längst an Wohlstand überflügelt hatten. Sie besuchten unterwegs auch gern die geistlichen Reichsfürsten. Die zahlreichen Kaisersäle oder Kaiserappartements an barocken deutschen Höfen zeugen noch von dem Stolz, mit dem die Reichsfürsten ihrer alten „Gastungspflicht“ nachkamen. Erst König Ferdinand I. verlegte in der Mitte des 16. Jahrhunderts seine Hauptresidenz in die Wiener Hofburg. Auch Wien wurde jedoch niemals offizielle Hauptstadt des Reiches (und nicht einmal der Erblande). Die Kaiser reisten weiterhin zu den Wahlen, Krönungen und Reichstagen, der Immerwährende Reichstag war von 1663 bis 1806 in Regensburg ansässig, das Reichskammergericht saß nacheinander in verschiedenen Reichsstädten. Rudolf II. residierte in Prag, der Wittelsbacher Karl VII. in München. Diese Dezentralität erhielt sich bis zum Ende des Alten Reiches 1806. Erst im Deutschen Kaiserreich von 1871 bis 1918 entwickelte sich Berlin als Sitz des Reichstags des Deutschen Kaiserreichs und der Reichsregierung zur deutschen Hauptstadt, doch der deutsche Kaiser hielt im Berliner Schloss Hof als König von Preußen, denn er war nur eine Art primus inter pares der deutschen Bundesfürsten. Der letzte deutsche Kaiser Wilhelm II., der gern im ganzen Reich und auch im Ausland umherreiste, wurde spöttisch als „Reisekaiser“ bezeichnet.